# Dominikanische Billie-Jean-King-Cup-Mannschaft
Die dominikanische Billie-Jean-King-Cup-Mannschaft ist die Nationalmannschaft der Dominikanischen Republik, die im Billie Jean King Cup eingesetzt wird. Der Billie Jean King Cup (bis 1995 Federation Cup, 1996 bis 2020 Fed Cup) ist der wichtigste Wettbewerb für Nationalmannschaften im Damentennis, analog dem Davis Cup bei den Herren.

## Geschichte
1990 nahm die Dominikanische Republik erstmals am Billie Jean King Cup teil. Ihr bisher bestes Abschneiden war die Qualifikation für die 1. Runde im Jahr 1990.

## Teamchefs (unvollständig)
- Joelle Schad

## Bekannte Spielerinnen der Mannschaft
- Joelle Schad
- Glenny Cepeda